# Campionati del mondo di corsa in montagna 2002
I Campionati del mondo di corsa in montagna 2002 si sono disputati ad Innsbruck, in Austria, il 15 settembre 2002 sotto il nome di "World Trophy". Il titolo maschile è stato vinto da Jonathan Wyatt, quello femminile da Svetlana Demidenko.

## Uomini Seniores
Individuale
| Pos.    | Atleta           | Nazione       | Tempo    |
| ------- | ---------------- | ------------- | -------- |
| Oro     | Jonathan Wyatt   | Nuova Zelanda | 56'31"   |
| Argento | Raymond Fontaine | Francia       | 1h00'05" |
| Bronzo  | Ranulfo Sanchez  | Messico       | 1h00'12" |
| 4       | Martin Cox       | Inghilterra   | 1h00'14" |
| 5       | Marco Gaiardo    | Italia        | 1h00'18" |
| 6       | Miroslav Vanko   | Slovacchia    | 1h00'34" |
| 7       | Marcel Matanin   | Slovacchia    | 1h00'35" |
| 8       | Antonio Molinari | Italia        | 1h00'55" |
| 9       | Marco De Gasperi | Italia        | 1h01'03" |
| 10      | Sylvain Richard  | Francia       | 1h01'07" |

Squadre
| Pos.    | Squadra    | Punti |
| ------- | ---------- | ----- |
| Oro     | Italia     | 37    |
| Argento | Slovacchia | 55    |
| Bronzo  | Francia    | 61    |

## Uomini Juniores
Individuale
| Pos.    | Atleta              | Nazione     | Tempo  |
| ------- | ------------------- | ----------- | ------ |
| Oro     | Stefano Scaini      | Italia      | 50'45" |
| Argento | Jan Kreisinger      | Rep. Ceca   | 51'18" |
| Bronzo  | Grzegorz Dorszynski | Polonia     | 51'32" |
| 4       | Antonio Toninelli   | Italia      | 51'44" |
| 5       | Libor Erben         | Rep. Ceca   | 52'07" |
| 6       | Michael Galler      | Germania    | 52'31" |
| 7       | Mitja Kosovelj      | Slovenia    | 52'52" |
| 8       | Luca Orlandi        | Italia      | 53'02" |
| 9       | Joe Symonds         | Inghilterra | 53'03" |
| 10      | Peter Kastelic      | Slovenia    | 53'03" |

Squadre
| Pos.    | Squadra  | Punti |
| ------- | -------- | ----- |
| Oro     | Italia   | 13    |
| Argento | Slovenia | 28    |
| Bronzo  | Germania | 36    |

## Donne Seniores
Individuale
| Pos.    | Atleta                 | Nazione       | Tempo  |
| ------- | ---------------------- | ------------- | ------ |
| Oro     | Svetlana Demidenko     | Russia        | 53'16" |
| Argento | Antonella Confortola   | Italia        | 54'15" |
| Bronzo  | Izabela Zatorska       | Polonia       | 54'44" |
| 4       | Mona Burt              | Nuova Zelanda | 55'12" |
| 5       | Isabelle Guillot       | Francia       | 55'43" |
| 6       | Shireen Crumpton       | Nuova Zelanda | 56'09" |
| 7       | Pierangela Baronchelli | Italia        | 36'22" |
| 8       | Angela Mudge           | Scozia        | 56'35" |
| 9       | Liliam Guerra          | Ecuador       | 56'42" |
| 10      | Daniela Gassmann       | Svizzera      | 56'49" |

Squadre
| Pos.    | Squadra       | Punti |
| ------- | ------------- | ----- |
| Oro     | Italia        | 22    |
| Argento | Nuova Zelanda | 32    |
| Bronzo  | Francia       | 37    |

## Donne Juniores
Individuale
| Pos.    | Atleta            | Nazione  | Tempo  |
| ------- | ----------------- | -------- | ------ |
| Oro     | Victoria Ivanova  | Russia   | 21'00" |
| Argento | Lea Vetsch        | Svizzera | 21'10" |
| Bronzo  | Lisa Reisinger    | Germania | 21'18" |
| 4       | Maria Sandbichler | Austria  | 21'29" |
| 5       | Turkan Erismis    | Turchia  | 21'45" |
| 6       | Yeter Karakoc     | Turchia  | 22'00" |
| 7       | Mateja Kosovelj   | Slovenia | 22'13" |
| 8       | Michela Beltrando | Italia   | 22'14" |
| 9       | Juliane Doll      | Germania | 22'16" |
| 10      | Agnieszka Stafa   | Polonia  | 22'19" |

Squadre
| Pos.    | Squadra  | Punti |
| ------- | -------- | ----- |
| Oro     | Turchia  | 11    |
| Argento | Germania | 12    |
| Bronzo  | Austria  | 17    |

## Medagliere
| Posizione | Paese         | Oro | Argento | Bronzo | Totale |
| --------- | ------------- | --- | ------- | ------ | ------ |
| 1         | Italia        | 4   | 1       | 0      | 5      |
| 2         | Russia        | 2   | 0       | 0      | 2      |
| 3         | Nuova Zelanda | 1   | 1       | 0      | 2      |
| 4         | Turchia       | 1   | 0       | 0      | 1      |
| 5         | Germania      | 0   | 1       | 2      | 3      |
| 5         | Francia       | 0   | 1       | 2      | 3      |
| 7         | Rep. Ceca     | 0   | 1       | 0      | 1      |
| 7         | Slovenia      | 0   | 1       | 0      | 1      |
| 7         | Svizzera      | 0   | 1       | 0      | 1      |
| 7         | Slovacchia    | 0   | 1       | 0      | 1      |
| 11        | Polonia       | 0   | 0       | 2      | 2      |
| 12        | Messico       | 0   | 0       | 1      | 1      |
| 12        | Austria       | 0   | 0       | 1      | 1      |